# Gornje Liplje
Gornje Liplje (szerbül: Горње Липље), település Bosznia-Hercegovinában, a Szerb Köztársaságban, Teslić községben.

## Fekvése
A település Bosznia-Hercegovina középső részének északi szélén, Dobojtól légvonalban 39, közúton 49 km-re nyugat-délnyugatra, községközpontjától légvonalban 19, közúton 25 km-re nyugatra, a Javorova-hegység déli, és a Borja-hegység északi lejtőin, valamint a Bistrica, a Lipljašnica, a Lukavac, a Ribnik-patak és mellékvizeik völgyeiben, 400-930 méteres magasságban található. 

## Népessége
| Nemzetiségi csoport | Népesség 1991 | Népesség 2013 |
| ------------------- | ------------- | ------------- |
| Szerb               | 683           | 497           |
| Bosnyák             | 0             | 0             |
| Horvát              | 0             | 0             |
| Jugoszláv           | 0             | 0             |
| Egyéb               | 15            | 0             |
| Összesen            | 698           | 497           |

## Története
A Lukavica-patak mentén, Bare nevű lelőhelyen feltárt bronzkori urnás temető tanúsága szerint a település már az őskorban is lakott volt.
Gornje Lipljében, egy keskeny szurdok legszélesebb részén, amelyen a Bistrica folyó folyik át, található az Angyali üdvözletnek szentelt lipljei szerb ortodox kolostor. A kolostor legrégebbi említése a 15. század második feléből származó krónikában található. A 17. században a lipljei szerzetesek vallásos könyvek másolásával foglalkoztak. A nagy török háború (1683-1699) idején a kolostort felgyújtották az oszmánok. Az életben maradt szerzetesek a Száva folyón át északra menekültek, és a szlavóniai Orahovica kolostorban találtak menedéket. Ide vitték magukkal vitték számos kéziratos könyvüket, amelyek az orahovicai könyvtár részévé váltak. A közeli Stuplje-kolostorral ellentétben Lipljeit nem tették egyenlővé a földdel. Templomát részben felújították, így a környék plébániatemplomaként szolgálhatott. Az oszmán uralom után a templomot 1867 és 1879 között újjáépítették. A munkálatokat elsősorban a környék szerb lakosságának adományaiból finanszírozták. A templom régi freskóinak maradványait gondosan összegyűjtötték és 1922-ben a fala mellé temették, nyugati oldalához pedig harangtornyot építettek. Közel háromszáz évvel azután, hogy a szerzetesi közösség megszűnt a templomban, 1965-ben újjáalapították a lipljei kolostort, majd 1980-ban, amikor a harangtornyot eltávolították, felújították.
A szerb lakosságú Liplje település 1878-ig tartozott az Oszmán Birodalomhoz, ekkor a berlini kongresszus határozata alapján az Osztrák-Magyar Monarchia része lett. 1879-ben az első osztrák-magyar népszámlálás során a Banja Luka-i járáshoz tartozó településnek 57 háztartása és 662 ortodox lakosa volt.  1910-ben a Kotor Varoš-i járáshoz tartozó településen 120 háztartást és 1015 ortodox lakost találtak. A monarchia szétesésével 1918-ban előbb a Szerb-Horvát-Szlovén Királyság, majd 1929-től a Jugoszláv Királyság része lett. 1921-ben 981 lakosa volt, melyből 975 ortodox katolikus, 5 római katolikus és 1 görög katolikus volt. Az 1929-es törvény értelmében, amikor Bosznia-Hercegovinát négy banovinára, Drinskára, Vrbaskára, Zetskára és Primorskára osztották, a település a Vrbaska banovina része lett, amelynek székhelye Banja Luka volt.
Jugoszlávia megszállása után a Független Horvát Állam (NDH) része lett. A második világháború után 1992-ig a település a szocialista Jugoszlávia keretében a Bosznia-Hercegovinai Népköztársaság része volt. A boszniai háborút lezáró daytoni békeszerződést követő területfelosztásnál a Szerb Köztársaság területéhez került.

## Nevezetességei

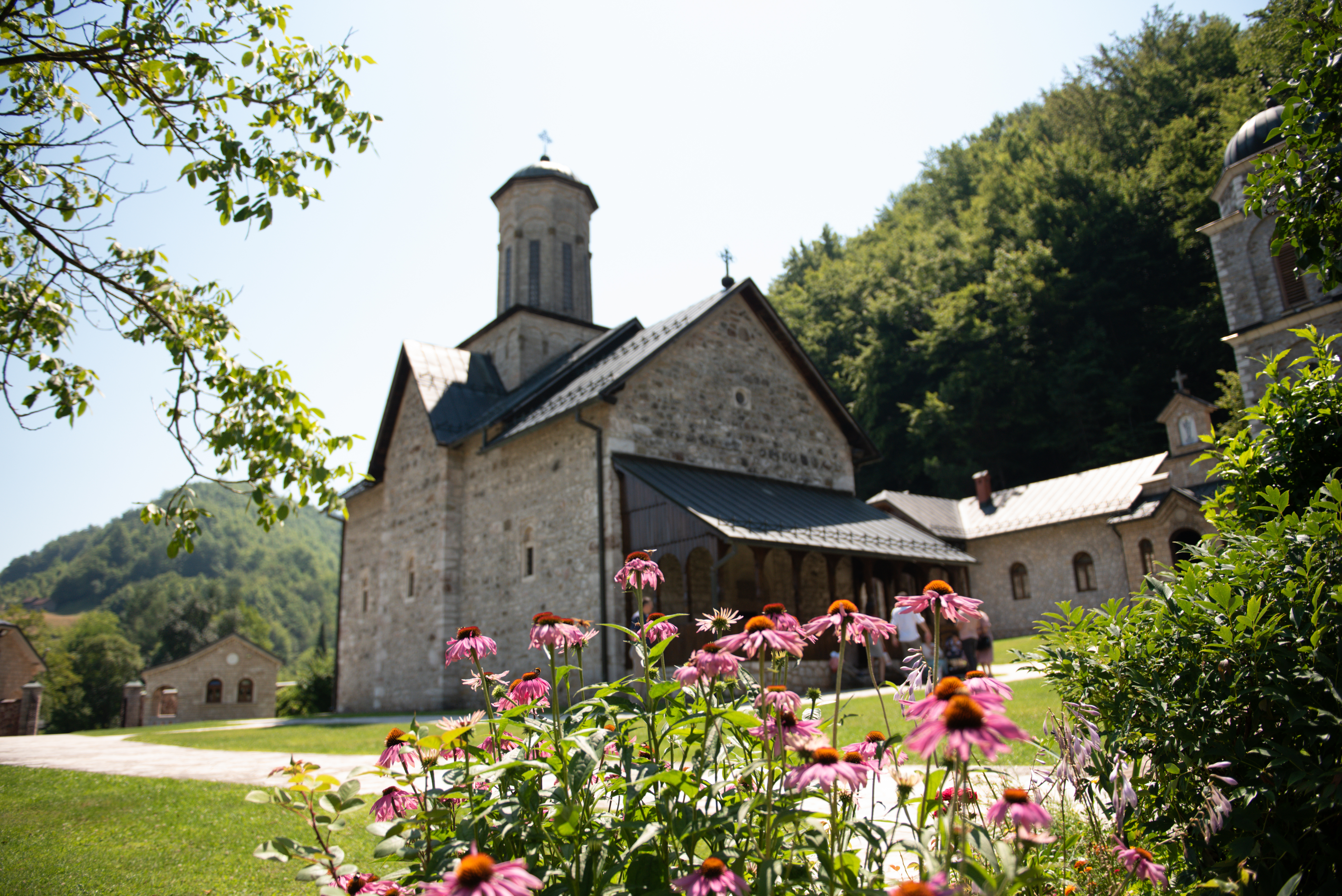
A lipljei pravoszláv kolostor

- A lipljei kolostor a raskai ortodox építési iskola jellegzetes példája. Egyhajós épület, téglalap alakú oldalkórusokkal, valamint belső és külső szentélyapszissal és paragonális narthexszel. Feltűnő a magas, díszített, négyszögletes lábazaton elhelyezett, nyolcszögletű tamburás kupola is. Eredetileg a kolostort freskókkal is díszítették. Az 1690-es osztrák-török háború után azonban a visszavonuláskor a törökök leszedték a kolostor ólomtetőjét és elvitték. A következő 180 évben a kolostor tető nélkül állt, és a freskók az időjárás miatt elpusztultak. Bár a lipljei kolostor másolómunkájáról volt ismert, ma már csak egy kis régi könyvgyűjtemény található benne. Mára nagyon kevés példányt őriztek meg ezekből a kéziratokból. A 17. század végén a háború miatt a szerzetesek nagy része az orahovicai kolostorba költözött, és ekkor átvitték az írásokat is, melyeket ezután ott őriztek.

- Bare - őskori temető maradványai a Lukavica-patak mentén. A temetőt 1932-ben tárták fel, majd 1964-ben B. Belić vezetett itt ásatásokat. A leletek között öt urnás sír került elő égett csontmaradványokkal. Az egyik urna felett mellékletként kis bronzkori edény is előkerült.[4]

## Fordítás
- Ez a szócikk részben vagy egészben  a(z)   Манастир Липље című szerb Wikipédia-szócikk ezen változatának fordításán alapul.  Az eredeti cikk szerkesztőit annak laptörténete sorolja fel. Ez a jelzés csupán a megfogalmazás eredetét és a szerzői jogokat jelzi, nem szolgál a cikkben szereplő információk forrásmegjelöléseként.